# Petr Sergejevič Lovigin
Petr Sergejevič Lovigin (rusky Пётр Сергеевич Ловыгин, * 13. června 1981 Jaroslavl) je ruský fotograf, režisér a spisovatel.

## Život a dílo
V roce 2004, po dokončení architektonického vzdělání, si koupil svůj první fotoaparát. Svými snímky začal tak vytvářet vlastní svět fikcí, který v roce 2005 pojmenoval Costa Rica a nacházející se na stránkách internetové komunity LiveJournal. Jeho "Costa Rica" obsahuje fiktivní příběhy lidí a jejich kamarádů.
Na podzim roku 2009 bylo vydáno dílo Jevgenije Griškovce s ilustracemi Lovigina. Během dvouleté spolupráce Lovigin natočil pár klipů na hudební projekt "Griškovec a Bigudi".
V roce 2008 byl Olgou Sviblovovou vyzván k účasti na Moskevském bienále, kde se zúčastnil tří projektů. Tato spolupráce mu umožnila v dalších dvou letech vystavovat v Číně (festival v Pingau), Paříži (Passage de Retz), Izraeli (muzeum umění v Ashdodu), Istanbulu a Soluni, jeho práce byly opakovaně zveřejněny na stránkách francouzského "Le Monde " a následovalo pozvání k účasti na festivalu "Móda a styl ve fotografii-2009" a na "Fotobienále 2010".
V prosinci 2009 vyšlo první vydání jeho knihy Costarica-soul na základě internetového blogu. Souběžně s vydáním knihy se uskutečnila autorova největší výstava v galerii Ireny Meglinské na Vinzavodě Волк-изумрудное сердце (Smaragdové vlčí srdce).
V roce 2010 byl představen v mnichovské galerii Clair. Zimní období 2009/2010 a 2010/2011 se věnoval studiu v Indii. Na základě několikaměsíčního cestování v této zemi připravil rozsáhlý projekt Бабье лето.Indian summer (Babí léto. Indiánské léto.)

## Autorské série
- Fall in Love (2005—2008)
- Jamaica (2006)
- Простые движения (2006—2008)
- Такеши Китано и другие иконы (2006—2008)
- Волк-Изумрудное сердце (2007—2008)
- Adios, все мои счастливые дни (2008)
- Луи мой не возвращается ко мне (2009—2010)
- Бабье лето/Indian summer (2011)

## Videoklipy
- «На заре» (Гришковец, Ренарс Кауперс и «Бигуди»)
- «Зеленые глаза» (Гришковец и «Бигуди»)
- «Kissms» (Гришковец и «Бигуди»)

## Samostatné výstavy

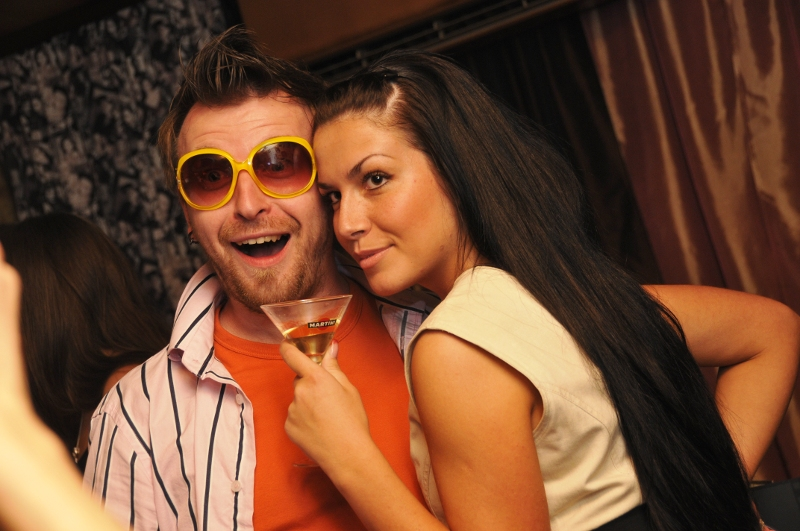
Petr Lovigin, 2009

- 2005 — «Шотландское лето» (fotografie, Galeir «Алле’Я», Muzeum umění Jaroslavl)
- 2006 — «costarica-soul» (fotografie, Ars-forum, Jaroslavl)
- 2007 — «сostarica-Jamaica» («Имя собственное», fotodepartment, Petrohrad)
- 2007 — «сostarica-Jamaica» (Красный мост, Вологда)
- 2007 — Takeši Kitano i drugie ikony («Такеши Китано и другие иконы») (Muzeum Набокова, Petrohrad)
- 2008 — «Такеши Китано и другие иконы» (James, Moskva, Fotobienále)
- 2008 — «kostroma-costarica-jamaica» (Кострома, Муниципальная галерея)
- 2008 — «Такеши Китано и другие иконы. Часть 2.Окончание» (ЭТАЖИ, Petrohrad)
- 2009 — «On the road» (Paříž, Пассаж де Рец)
- 2009 — «Fall in love» (Moskva, festival «Мода и стиль в фотографии» Московский музей современного искусства)
- 2009 — «Wolf Smaragden Herz» (Mnichov, galerie «CLair»)
- 2009 — «Волк-изумрудное сердце» (Moskva, galerie Ирины Меглинской)
- 2010 — «Time within us» (Стамбул, Muzeum современного искусства)
- 2010 — «Time within us» (Fotobienale-2010, Moskva, Галерея на Солянке)
- 2010 — «Rusija. Novi pogled» (Bělehrad, Srbsko)
- 2010 — «Time within us» (Saloniki, Řecko)

## Ocenění
- Nejlepší fotograf pracující samostatně (Moskevský festival Móda a styl ve fotografii-2009)[1]